# Steve Skrovan
Steve Skrovan ist ein US-amerikanischer Produzent und Autor.

## Leben
Skrovan wuchs in Cleveland (Ohio) auf und studierte an der Yale University Englisch. Dort gehörte er dem Football-Team an und schloss diese im Jahr 1979 mit dem Bachelor of Arts ab. Seine berufliche Laufbahn begann er als Stand-up comedian und Schauspieler in New York City. Er produzierte und schrieb Episoden für die US-Sitcom Alle lieben Raymond. Zuvor war er Gastgeber der ersten Staffel der TV-Show „That's My Dog!“. Er schrieb für Seinfeld und „The Home Court“. Daneben war er Produzent der Show Ehe ist… mit Brad Garrett.
Skrovan ist verheiratet und hat zwei Kinder.